# Frederikke Løvenskiold
Margrethe Frederikke Sophie Løvenskiold (16. januar 1785 – 2. juni 1876) var en dansk komponist, søster til statholder i Norge Severin Løvenskiold.
Hun var født i Norge, men boede en del af sin barndom hos sine slægtninge på Løvenholm slot i Vestsjælland. Der udfoldede sig et rigt musikliv på slottet, og Frederikke var en vigtig del af det, sammen med sine fætre Carl og Eggert, som hun i 1812 blev gift med. Eggert havde arvet et jernværk i Norge efter sin far, og Frederikke var flyttet hjem til sine forældre og der traf de hinanden igen efter ungdomsårene og giftede sig. En af deres sønner var den senere balletkomponist Herman Severin Løvenskiold. 
I 1829 flyttede familien permanent til Danmark idet Eggert Løvenskiold fik posten som overførster for Nordsjælland og Bornholm. Familien bosatte sig i embedsboligen ved bredden af Furesø. I de følgende år havde den musikalske familie øjensynlig tæt kontakt til tidens ”professionelle” musikpersonligheder, som C.E.F. Weyse, Kuhlau, Hartmann, Niels W. Gade, H.S. Paulli og Edvard Helsted.
Det første vidnedsbyrd om at Frederikke Løvenskiold komponerede stammer fra ca. 1820. Hun fortæller selv om en hornkvartet, som hun har komponeret og ladet spille for sin mand under hans rekonvalescens efter en jagtulykke. Stykket er ikke bevaret, men i Den Kongelige Livgardes arkiv findes 8 senere kompositioner for harmoniorkester, og desuden er overleveret en række sange og klaverstykker. Blæsermusikken blev bl.a. anvendt når kongen (Christian 8. eller Frederik 7.) var på jagttur i distriktet.